# 辰国
辰国是朝鲜半岛南部部落的通称。在《山海經·海内北经》：“盖国在钜燕南，倭北，倭属燕。”春秋或战国时期，盖国与后来史书中的辰国位置大体相当。辰国被认为是三韩的前身，其中心可能在汉江之南。
辰国被认为是像后来的三韩一样的部落联盟。汉武帝因不满衛滿朝鲜阻止辰国等邻近部落入汉朝贡，于公元前109年（元封二年）发兵远征朝鲜。灭亡卫满朝鲜后，辰国发展成为三韩部落。三韩中的辰韩与弁辰沿用了辰国的名字。马韩曾宣称自己是辰国的大頭目。
最早关于辰国的记载为《后汉书》认为三韩之地“皆古之辰国也”，《三国志》也记载辰韩是“古之辰国也”。而同样的《三国志·魏书·东夷传》中有记载：“辰韩在马韩之东，其耆老传世，自言古之亡人避秦役来适韩国，马韩割其东界地与之。有城栅，其言语不与马韩同”，所以辰韩与辰国的关系就变得无法查证，而辰国究竟存在于什么时候也有待考证。
也有观点认为，在卫满灭亡箕子朝鲜后，箕子朝鲜的准王逃亡马韩部落建立的部落聯盟被称为辰国，其地理位置也大体相当。

## 《朝鲜上古史》中的辰国
朝鲜民族主义学者申采浩在《朝鲜上古史》（1931）中认为辰国是檀君朝鲜的三个省（"Three Confederate States of Gojoseon"）之一，另外两个省是弁朝鲜（公元前2333年－公元前108年）和马朝鲜（公元前2333年－？）。

## 關連歷史紀錄
主要史書都可以看到有關辰國的紀錄：在《三國志》裡，辰韓是從前的辰國而來的；在《後漢書》裡，合稱三韓的馬韓、辰韓、弁韓，都是從古時的辰國而來。
此外，《三國志》亦引用了《魏略》，指朝鮮的宰相歷谿卿因為向右渠王諫言不果，帶同二千餘戶居民出走辰國。根據《漢書》记载，右渠王亦曾代表辰國出使西漢。漢書, 云眞番, 辰國, 安鼎福指此爲箕氏馬韓，上書欲見天子, 壅閼不得, 所謂壅閼者, 爲朝鮮王右渠所壅閼也, 是時, 箕準之王馬韓七十餘年, 漢書, 不曰馬韓而曰辰國, 則右渠之世, 準已滅
絶, 而馬韓人復立爲辰王也。
辰国作为国家的组织程度不明，可能与后来的三韩类似，是小国联盟。辰国要与同时代的卫满朝鲜抗衡、向西汉遣使，需要一定程度的稳定中央政权。韩国历史学家李基白 (1984, p. 24)也认为，辰国试图与汉朝建立直接外交关系，“说明辰国方面强烈希望得到中国金石文化的好处。”不过，大多数情况下卫满朝鲜都阻止辰国与汉朝的直接接触。
据说卫满篡位、建立卫满朝鲜后，古朝鲜准王逃到了辰国。有人认为中国史料中的“盖国”或“蓋馬國”（盖马高原附近）指的就是辰国。据称高句丽在公元26年征服了“盖马国”，但可能指的是朝鲜北部的另一个部落。据说高句丽官员歷谿卿在说服卫右渠失败后，投奔了辰国，此辰国位于高句丽东部。
关于辰国灭亡的记录有些矛盾：或者成为后世的辰韩，或者分化为整个三韩。辰国考古记录主要出现在后来的马韩地域。

## 语言
亚历山大·沃文等人认为，在被原始朝鲜语取代之前，朝鲜半岛南部和济州岛的大部分布着一种半岛日语。人们认为朝鲜语/原始朝鲜语和日语/原始日语（半岛日语）在朝鲜半岛南部共存了很久，朝鲜语人群的出现及其对日语人群的同化可能在日本列岛的弥生时代迁徙中发挥了作用，据信其发生于1000 BC – 300 AD间，与辰国的时期重叠。河野六郎和沃文鉴于这种重合，认为后来的百济在扶余语系和韩语支方面的情形类似，辰国可能是朝鲜语和半岛日语的双语国家。
韩国史学家李基文将扶余语系归为“高句丽-百济-倭”语系，将现代朝鲜语的直系祖先——韩语支归为“高句丽-新罗”语支。
日本史学家伊藤英人则将濊、倭语归入同一语系。

## 考古
在考古学上，辰国常被认为是韩国青铜文化的国家，其在公元前第1千纪晚期接替了辽宁青铜文化，其最丰富的埋藏位于韩国南部的忠清道和全罗道，说明辰国位于同一地区，与零星的历史记载大致可以吻合。
这种文化的文物也显示出与日本九州岛的弥生人群有相似之处。
考古上，朝鲜半岛北部为琵琶形銅劍，南部为細形銅剣，现代学者都将其理解为古朝鲜南下的影响。这是因为北方的中华文明向南方的朝鲜半岛传递文明，是自然而然的历史常识。从古至今，琵琶形銅劍和細形銅剣都被归入辽宁青铜文化。
夏家店下层文化有“㠱侯鼎”，说明文献中关于箕子朝鮮的记录是真实的。
朝鲜学界提出了古朝鲜流行人祭，而韩国学界则反对，认为是“世代共同体或家族的墓地”。但有学者指出，韩国学界在青铜时代社会分化的研究中出现了相互矛盾的叙述。
在半岛南部发现的北方遗址很少，证伪了“古朝鲜流民建立新罗”的说法。另一方面，辰国东北地区，被确定为濊类文化的“忠道考古学文化”正在开掘中。

## 演变
辰国后来演变为三韩：马韩、辰韩、弁韩。《三国志》称辰韩是辰国的继承，而《后汉书》称马韩、辰韩与弁韩都是古辰国的一部分，另外还有78个部落。
辰韩的名称与弁韩别名“弁辰”继续使用了“辰”。此外，一段时间内，马韩首领继续自称为“辰王”，对三韩所有部落拥有名义统治权。